# 非親核鹼
非親核鹼是指一些不是良好親核體的鹼。
大多數的鹼是親核體，會和烷基反應。但在有些化學反應中，會需要一些化合物可以吸收質子（氫離子），但不會有其他親核體的作用。非親核鹼由於位阻效應沒有親核性，因此可以和質子反應，但不會和其他體積較大的烷基反應。

## 非親核鹼列表

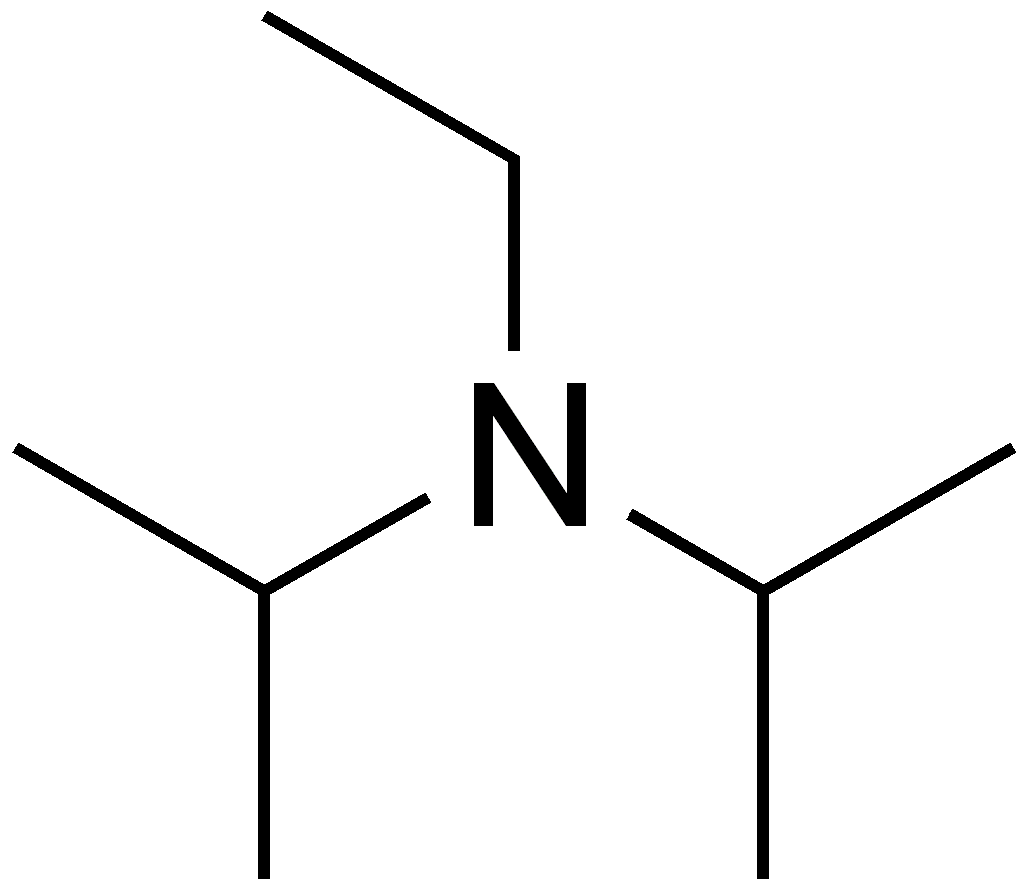
N,N-二异丙基乙基胺為一種非親核鹼，其中的氮原子因為被異丙基和乙基屏蔽，只能吸引體積較小的氫離子

非親核鹼中有許多是胺類或是含氮的雜環化合物，為中等强度的鹼，其共軛酸的pKa約在10~13之間：
- N,N-二异丙基乙基胺，也稱為DIPEA或Hünig碱[1]。
- 1,8-二氮杂二环［5.4.0］十一碳-7-烯，也稱為DBU[2]，常用在雙分子消除反應中。
- 2,6-二叔丁基吡啶是一種較弱的非親核鹼[3]。
- 磷腈類的鹼，例如t-Bu-P4[4]。

強鹼性的非親核鹼一般是陰離子，以下共軛酸的pKa約在35~40之間：
- 二异丙基氨基锂，也稱為LDA。
- 矽基胺，例如二(三甲基硅基)氨基钠及二(三甲基硅基)氨基钾（分別稱為NaHMDS及KHMDS）。
- 四甲基哌啶锂，簡稱LiTMP，也稱為harpoon碱。

其他非親核強鹼包括氫化鈉及氫化鉀，這類化合物密度較高，形狀類似鹽，在反應中不會溶解，因此是利用表面反應發揮作用。
像叔丁醇钾及叔丁醇鈉等試劑也是強鹼性（共軛酸pKa大約17），但仍有相當的親核性，因此不是非親核鹼。

## 舉例
下圖說明在克萊森酯縮合反應中，若使用二异丙基氨基锂代替原來用的親核鹼類，就不會產生親核取代反應，而會將酯類去質子化，產生烯醇負離子。

此反應（用LDA進行去質子化）常用來產生烯醇離子。